# ديفيد باتون (لاعب كرة قاعدة)
ديفيد باتون (بالإنجليزية: David Patton)‏ هو لاعب كرة قاعدة أمريكي، ولد في 18 مايو 1984 في سياتل في الولايات المتحدة.

## وصلات خارجية
- ديفيد باتون على موقع دوري كرة القاعدة الرئيسي (الإنجليزية)
- ديفيد باتون على موقعبيزبول رفرنس.كوم (الدوري الرئيسي) (الإنجليزية)
- ديفيد باتون على موقعبيزبول رفرنس.كوم (الدوري الثانوي) (الإنجليزية)
- ديفيد باتون على موقع إي إس بي إن.كوم (أم.أل.بي) (الإنجليزية)
- ديفيد باتون على موقع مشجعي الرسوم البيانية (الإنجليزية)